# Neoempheria vicina
Neoempheria vicina är en tvåvingeart som beskrevs av Donald Henry Colless 1966. Neoempheria vicina ingår i släktet Neoempheria och familjen svampmyggor. Inga underarter finns listade i Catalogue of Life.